# 王芝琳
王芝琳（2004年1月16日—），中国女子射击运动员，2022年世界射击锦标赛女子10米气步枪团体金牌得主、2023年世界射击锦标赛女子10米气步枪和女子10米气步枪团体银牌得主、2022年亚洲运动会女子10米气步枪团体金牌得主。